# Les Tambours du dieu noir
Les Tambours du dieu noir (titre original : The Black God's Drums) est un roman court de fantastique écrit par P. Djèlí Clark et paru en 2018 aux éditions Tor Books puis traduit en français et publié dans le recueil Les Tambours du dieu noir paru aux éditions L'Atalante en 2021.

## Résumé
L'histoire prend place en 1884 dans une uchronie où la guerre de Sécession s'étire, sous la domination des Confédérés, et La Nouvelle-Orléans est devenue un territoire indépendant alors que les Caraïbes sont majoritairement libérés de l'esclavage depuis la Révolution Haïtienne.
Jacqueline, surnommée « LaVrille » (Creeper en VO), est une adolescente de treize ans orpheline qui vit dans la rue et survient à ses besoins en dérobant ce qui lui est nécessaire. La magie ancestrale de l'Orisha Oya, la déesse africaine des tempêtes, de la vie, de la mort et de la renaissance, coule dans ses veines. La jeune fille reçoit ainsi des prémonitions plutôt cryptiques et elle peut parfois invoquer la puissance du vent en cas de danger. Elle fait la rencontre de la capitaine Ann-Marie St. Augustine qui vient d'arriver à La Nouvelle-Orléans à bord du dirigeable Détrousseur de minuit (Midnight Robber). 
Dans l'espoir d'être engagée à bord du dirigeable, Jacqueline dévoile à Ann-Marie qu'elle a surpris quelques jours plus tôt une conversation entre un Cajun et des confédérés. Le premier proposait aux militaires de servir d'intermédiaire pour qu'un scientifique haïtien, Moushay Duval, leur livre une arme très puissante, les tambours du dieu noir, en échange d'un trésor. La capitaine a bien connu la mère de Jacqueline et prend celle-ci sous son aile, tout en refusant de l'engager au prétexte qu'à son âge son seul but doit être d'aller à l'école.
Jacqueline et Ann-Marie se lancent dans la recherche de Moushay Duval afin que les tambours du dieu noir ne tombent pas entre des mains qui pourraient remettre en cause l'indépendance de La Nouvelle-Orléans. Mais cette arme semble très convoitée puisqu'elles vont devoir également affronter un homme habillé en croque-mort et portant un masque de squelette, à la tête d'une équipe qui va réussir à enlever Duval.
Heureusement, Ann-Marie accueille également en son sein une Orisha, Oshun, la déesse africaine des rivières. Avec l'aide des pouvoirs d'Oya et d'Oshun, Jacqueline et Ann-Marie parviennent à détruire l'arme et à sauver le trésor de Moushay Duval, à savoir sa jeune fille Trésor Duval.

## Récompenses
Le roman a été nommé aux prix Nebula du meilleur roman court 2018, prix Hugo du meilleur roman court 2019, prix Locus du meilleur roman court 2019 et prix World Fantasy du meilleur roman court 2019. 
Il fait partie des dix romans récompensés par le prix Alex en 2019.
En 2022, le Grand prix de l'Imaginaire décerne le Prix Jacques Chambon de la traduction à Mathilde Montier pour Les Tambours du dieu noir et Ring Shout : Cantique rituel.